# 地铁族
地铁族是一个设立于上海的网上论坛，是中国大陆地区最大的“地铁门户网站”。网站创立于2006年8月，讨论范围以中国大陸城市为主的涵盖全球各地城市轨道交通系统的建设、规划与运行。论坛中，中国大陸的每个正式建设轨道交通的城市设有一个专门的板块，以供当地爱好者集中讨论。网上的爱好者也经常举办线下活动。
2021年4月起，该网站暂停新用户注册；2022年6月起，该网站CDN服务停用，需要通过修改host访问。

## 外部鏈接
- 地鐵族（页面存档备份，存于）
- 地铁族论坛无法访问的解决方法 （页面存档备份，存于）